# Оттерсберг
Оттерсберг (нім. Ottersberg) — сільська громада в Німеччині, розташована в землі Нижня Саксонія. Входить до складу району Ферден.
Площа — 99,03 км2. Населення становить 13 224 ос. (станом на 31 грудня 2021).